# Camryn Bynum
Camryn Bynum (geboren am 19. Juli 1998 in Corona, Kalifornien) ist ein US-amerikanischer American-Football-Spieler auf der Position des Safeties. Er spielte College Football für die University of California, Berkeley und steht seit 2025 bei den Indianapolis Colts in der National Football League (NFL) unter Vertrag. Zuvor spielte Bynum vier Jahre lang für die Minnesota Vikings.

## College
Bynum besuchte die Centennial High School in seiner Heimatstadt Corona, Kalifornien. Er kam erst ab seinem dritten Highschooljahr für die erste Mannschaft seiner Schule zum Einsatz, konnte dann aber vor allem in seiner letzten Saison überzeugen. Ab 2016 ging er auf die University of California, Berkeley, um College Football für die California Golden Bears zu spielen. Nach einem Redshirtjahr war Bynum von 2017 bis 2020 Stammspieler in der Defense der Golden Bears und bestritt als Cornerback alle 42 Partien als Starter. Dabei kam er auf 188  Tackles, davon 8,0 für Raumverlust, sowie sechs Interceptions und 29 verhinderte Pässe.

## NFL
Bynum wurde im NFL Draft 2021 in der vierten Runde an 125. Stelle von den Minnesota Vikings ausgewählt. Er wechselte von der Position des Cornerbacks auf die des Safeties und ging hinter Harrison Smith und Xavier Woods als Ersatzspieler in seine Rookiesaison. In den ersten acht Partien wurde Bynum kaum in der Defensive eingesetzt und spielte fast ausschließlich in den Special Teams. Da Smith wegen eines positiven Tests auf COVID-19 für die Partie gegen die Baltimore Ravens am neunten Spieltag ausfiel, rückte Bynum in die Stammformation auf und stand bei allen defensiven Spielzügen seines Teams auf dem Feld. Bei seinem Debüt als Starter konnte er 12 Tackles erzielen sowie einen Pass von Lamar Jackson abfangen. Auch im folgenden Spiel gegen die Los Angeles Chargers vertrat Bynum Smith, dabei gelang ihm ein Sack.
Nachdem Abgang von Xavier Woods erhielt Bynum 2022 den Vorzug vor Erstrundenpick Lewis Cine und bestritt alle 17 Spiele der Regular Season als Starter, wobei er bei jedem Spielzug auf dem Feld stand. Er erzielte 81 Tackles, fing zwei Interceptions und wehrte sechs Pässe ab. In der Saison 2023 führte Bynum sein Team mit 137 Tackles an, zudem fing er zwei Interceptions und wehrte neun Pässe ab. Bynum bestritt 2024 zum dritten Mal in Folge alle 17 Spiele, dabei fing er drei Interceptions, wehrte zehn Pässe ab, eroberte zwei Fumbles und setzte 96 Tackles.
Im März 2025 unterschrieb Bynum einen Vierjahresvertrag bei den Indianapolis Colts im Wert von 60 Millionen US-Dollar.

### NFL-Statistiken
| Saison                             | Saison | Spiele | Spiele      | Tackles | Tackles | Tackles | Tackles | Interceptions | Interceptions | Interceptions | Interceptions | Interceptions | Fumbles | Fumbles | Fumbles |
| Jahr                               | Team   | Spiele | als Starter | Gesamt  | Solo    | Ast     | Sacks   | PD            | INT           | Yds           | Lng           | TD            | FF      | FR      | Yds     |
| ---------------------------------- | ------ | ------ | ----------- | ------- | ------- | ------- | ------- | ------------- | ------------- | ------------- | ------------- | ------------- | ------- | ------- | ------- |
| 2021                               | MIN    | 14     | 3           | 28      | 20      | 8       | 1,0     | 3             | 1             | 27            | 27            | 0             | 0       | 0       | 0       |
| 2022                               | MIN    | 17     | 17          | 81      | 49      | 32      | 0,0     | 6             | 2             | 17            | 12            | 0             | 0       | 2       | 0       |
| 2023                               | MIN    | 17     | 17          | 137     | 94      | 43      | 0,0     | 9             | 2             | 0             | 0             | 0             | 3       | 0       | 0       |
| 2024                               | MIN    | 17     | 17          | 96      | 54      | 42      | 0,0     | 10            | 3             | 3             | 3             | 0             | 0       | 2       | 0       |
| Gesamt                             | Gesamt | 65     | 54          | 342     | 217     | 125     | 1,5     | 28            | 8             | 47            | 27            | 0             | 3       | 4       | 0       |
| Quelle: pro-football-reference.com |        |        |             |         |         |         |         |               |               |               |               |               |         |         |         |

## Trivia
Bynum erlangte Bekanntheit für seinen Jubel nach Interceptions, für den er mehrere Choreographien entwarf – so imitierte er beispielsweise am zehnten Spieltag der Saison 2024 gegen die Jacksonville Jaguars den als Meme bekannt gewordenen Auftritt von Raygun im Breaking bei den Olympischen Spielen 2024.